# Bibliothèque Gabrielle-Roy
Pour les articles homonymes, voir Gabrielle Roy (homonymie).
La bibliothèque Gabrielle-Roy est l’une des vingt-six bibliothèques du réseau de la Bibliothèque de Québec. Elle est située sur la rue Saint-Joseph Est du quartier Saint-Roch, dans l’arrondissement de La Cité-Limoilou à Québec. Il s'agit de la bibliothèque centrale du réseau.
Originellement connue sous le nom de Bibliothèque centrale de Québec lors de son inauguration le 5 mai 1983,, elle porte depuis 1985 le nom de l'écrivaine francophone Gabrielle Roy. C'est dans le cadre du 377e anniversaire de la ville de Québec que le maire Jean Pelletier donne le nom Gabrielle-Roy à la bibliothèque de la place Jacques-Cartier.
Un premier édifice moderne a été présent de 1983 à 2019. Des travaux de rénovations et d'agrandissement complets se sont déroulés entre 2019 et 2024, avec la fermeture de la bibliothèque et le déplacement d'une partie de ses collections vers un lieu temporaire. La réouverture de la nouvelle Bibliothèque Gabrielle-Roy était normalement prévu pour le 1er mars 2024 mais a été reportée au 12 mars 2024 en raison d'une grève des employés des 26 bibliothèques du réseau.
L'histoire de cette bibliothèque est fortement liée à celle de l'Institut canadien de Québec (ICQ) un organisme culturel sans but lucratif qui organisa la première bibliothèque publique de Québec au XIXe siècle. Depuis 2013, la gestion de la Bibliothèque de Québec est d'ailleurs assurée par l'ICQ.

## Historique
Avant de prendre place, officiellement, dans un secteur de la ville, la localisation de la futur bibliothèque centrale a eu plusieurs réflexions. En mai 1973, un projet en analyse par les gouvernements du Québec et du Canada a été présenté aux membres de l'Institut Canadien de Québec sur la construction d'un complexe d'édifices pour accueillir le Cégep Garneau ainsi qu'un centre culturel ainsi que la Bibliothèque centrale de Québec. Le lieu projeté du Cégep Garneau aurait été au-dessus de l'autoroute Autoroute Dufferin-Montmorency.

### Quartier Saint-Roch

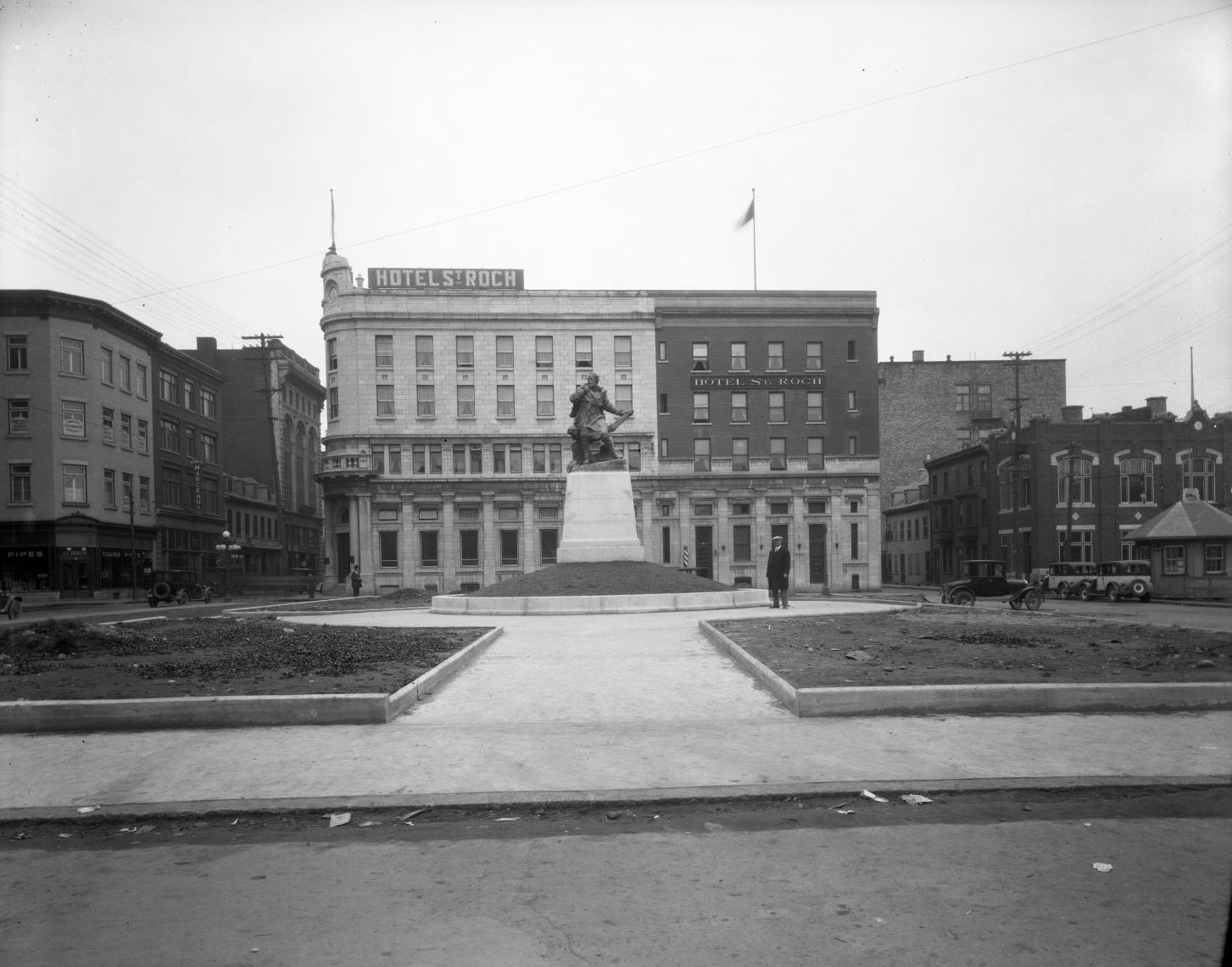
L'Hotel Saint-Roch en 1926. C'est à cet endroit que la Bibliothèque sera construite après sa démolition

Le quadrilatère où se situent aujourd’hui la bibliothèque Gabrielle-Roy et la place Jacques-Cartier a connu de multiples usages au fil de l’histoire de la ville de Québec et, plus spécifiquement, du quartier Saint-Roch. Au milieu du XIXe siècle, dans ce faubourg ouvrier en pleine expansion, la nécessité d’un marché public facilement accessible devient de plus en plus flagrante. Un carrefour très fréquenté semble tout indiqué: celui des rues de la Couronne, reliant la haute et la basse-ville, et Saint-Joseph, seul axe permettant de traverser aisément Saint-Roch d’est en ouest. Le marché Jacques-Cartier s’établit ainsi à cet emplacement dès 1847, mais ce n’est que plusieurs années plus tard que deux halles permanentes y seront construites.
L’emplacement demeure une plaque tournante du commerce et de la culture et ce, même après la disparition des installations du marché qui sont remplacées, en 1913, par l’hôtel Saint-Roch. L'hôtel maintient ses activités jusqu’à 1973, où il sera finalement démoli en septembre 1974 afin de faire place aux futurs aménagements municipaux.

### Construction de la Bibliothèque centrale (1980-1983)
L'idée de la construction d'une bibliothèque centrale germe en 1973 auprès de la ville de Québec, dans l'une des premières étapes pour revitaliser le quartier Saint-Roch, alors passablement négligé. La première mention d'action en ce sens est faite le 4 décembre 1973 avec l'achat de l'Hôtel Saint-Roch pour le démolir. L’implication de l’Institut canadien de Québec et de son directeur général de l’époque Philippe Sauvageau aura eu une influence majeure sur l’ensemble du projet de création d’une bibliothèque centralisée.
L’aménagement de la bibliothèque est incorporé à la construction du Complexe Jacques-Cartier, un édifice de quatre étages construit entre 1980 et 1983. La première levée de terre comprenant le stationnement sous-terrain, la Bibliothèque et le Complexe Jacques-Cartier a lieu le 4 septembre 1980 en présence, entre autres, du maire Jean Pelletier. Sous la direction de la firme d’architectes Gauthier, Guité, Roy, responsable des plans extérieurs, l’immeuble de brique brune adopte une signature résolument moderne caractérisée par de puissantes lignes droites. Lors de son ouverture officielle le 5 mai 1983 avec les dignitaires et le 7 mai pour le grand public, l’installation est d’abord simplement connue sous le nom de Bibliothèque centrale de Québec. À l’époque, la bibliothèque Centrale incarne, de par son offre de services et la polyvalence de ses espaces, un modèle révolutionnaire pour les bibliothèques publiques du Québec. On y retrouve:
- une salle des périodiques[16],
- une galerie d’art[16],
- le centre d’archives de la ville de Québec[18],
- la Place des enfants, une section dévouée à la jeunesse[18],
- un centre d’exposition et l’auditorium Joseph-Lavergne, fermé en 2007 puis démoli en 2014[18],
- un comptoir de prêt distinct lié à l’Office national du film du Canada (ONF), installé en 1985[18],
- la Logithèque, une section dédiée à l’informatique établie en 1985 et qui donnera accès au réseau Internet aux usagers dès 1995; à noter que des postes informatiques additionnels réservés aux jeunes sont mis en place en 1987[18].

### Bibliothèque Gabrielle-Roy (1985)

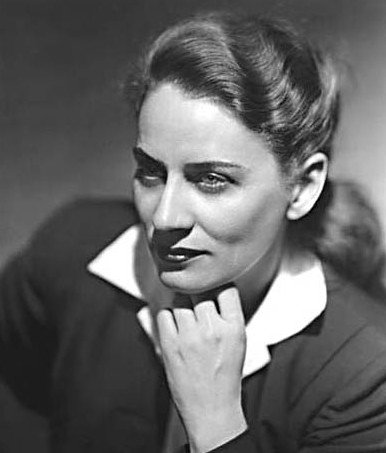
Gabrielle Roy 1945

Ce n’est que le 3 juillet 1985 que la bibliothèque prend, à titre posthume, le nom de l’écrivaine franco-manitobaine Gabrielle Roy, figure d’envergure de la littérature au Québec.

### Modernisation de la bibliothèque (2019-2024)
Des travaux majeurs de rénovation et d’agrandissement de la bibliothèque sont entamés en 2019. Un point de service temporaire est mis sur pied au Centre récréatif Saint-Roch pour la durée des travaux qui doivent, à l’origine, se terminer en décembre 2021. Divers retards dans la livraison d’équipements et de matériaux, de même que la complexité d’un grand chantier de construction en milieu urbain, obligent néanmoins la ville à repousser cette date. La réouverture de la bibliothèque Gabrielle-Roy devait être prévue pour le 1er mars 2024 avec 3 jours de festivités. Les festivités ont été annulées et l'ouverture a été reportée pour le 12 mars 2024 en raison d'une grève des employés de l'Institut Canadien de Québec qui travaillent dans le réseau des Bibliothèques de Québec.  Les travaux de rénovation et de modernisation ont été dirigés par le consortium Saucier + Perrotte | GLCRM. La Bibliothèque a été rénovée de fond en comble avec une nouvelle perspective architecturale moderne. On y retrouve, maintenant, depuis 2024 : 
Niveau 0 - Rez de chaussée
- Accueil
- Foyer cuisine
- Foyer vie citoyenne
- Foyer jeunesse
- Joujouthèque Basse-Ville
- Espace d'Exposition

Niveau 1er étage
- Foyer langues et littératures
- Foyer bande dessinée
- Salle de diffusion
- Salle de travail collaboratif

Niveau 2e étage
- Foyer musique et cinéma
- Foyer création
- Foyer voyage
- Médialab
- Salle de projection
- Salles de travail
- Studio d'enregistrement

Niveau 3e étage
- Archives de la ville de Québec
- Foyer culture et société
- Foyer nature, sciences et technologies
- Salle de formation
- Salles de travail
- Terrasse extérieure

## Œuvres d’art public

### Œuvres de la première mouture de la Bibliothèque Gabrielle-Roy  (1983-2019)
L’œuvre Il semble y avoir comme une pluie d’or est présente depuis l'inauguration de la bibliothèque.

#### Fresque de la bibliothèque Gabrielle-Roy
De 2003 à 2020, la Fresque de la bibliothèque Gabrielle-Roy, une immense murale de 600m² élaborée par le groupe Murale Création, orne l’arrière de la bibliothèque le long de la rue du Roi. Sous l’initiative de l’Institut canadien de Québec, vingt citations d’auteurs connus à propos de la ville de Québec avaient été retenues et illustrées sous la forme de multiples vignettes incorporant divers symboles de l’histoire de la vieille capitale. L'œuvre, ayant pour but de célébrer le vingtième anniversaire de l’inauguration de la bibliothèque, a été retirée en 2020 afin de procéder au remplacement du parement extérieur du bâtiment.

### Œuvres de la deuxième mouture de la Bibliothèque Gabrielle-Roy  (depuis 2024)

#### Œuvres permanentes

##### Il semble y avoir comme une pluie d’or
Depuis son ouverture, la bibliothèque Gabrielle-Roy abrite une imposante sculpture suspendue de l’artiste québécoise Micheline Beauchemin. Commandée par Marcel Bilodeau et Denis St-Louis, les architectes chargés du design intérieur du bâtiment, l'œuvre d’art public, initialement connue sous Comme une vague de lumière or, est finalement intitulée Il semble y avoir comme une pluie d’or. Datant de 1983, la pièce est composée de milliers de minces tiges d’aluminium au fini or lustré maintenues en place par des filins d’acier inoxydable. Accrochée dans l’atrium où se situent les escaliers, l'œuvre, qui s’élève sur environ 15 mètres de haut, peut être observée sous plusieurs angles offrant chacun un point de vue unique et changeant au gré de la lumière.
Dans le cadre des travaux de rénovation et d’agrandissement de la bibliothèque de 2019 à 2024, la sculpture a été entièrement démantelée afin de procéder à son entretien. L'œuvre est réintégrée dans son espace d’origine au centre du bâtiment réaménagé,.

##### L'homme Soleil
L’œuvre de Jordi Bonet, L’Homme Soleil, est un bas-relief en bronze, initialement conçue en céramique entre 1973 et 1975. Prévoyant huit exemplaires en bronze de cette œuvre, l’artiste n’a pu concrétiser son projet en raison de son décès. En 2008, le Groupe Lune Rouge a collaboré avec l’épouse de l’artiste, Mme Huguette Bouchard-Bonet, pour donner vie à cette vision, offrant à la Ville de Québec le sixième exemplaire de cette œuvre unique, installée au premier étage de la bibliothèque.

##### Le noyau cyt(o)-architectonique, 2023
Une œuvre de Ludovic Boney. D’une forme oblongue et torsadée, cette structure imposante semble émerger du sous-sol dans une élégante spirale et s’élève jusqu’au plafond du rez-de-chaussée. À mesure que l’on s’approche, elle se dévoile dans toute sa légèreté et son dynamisme.

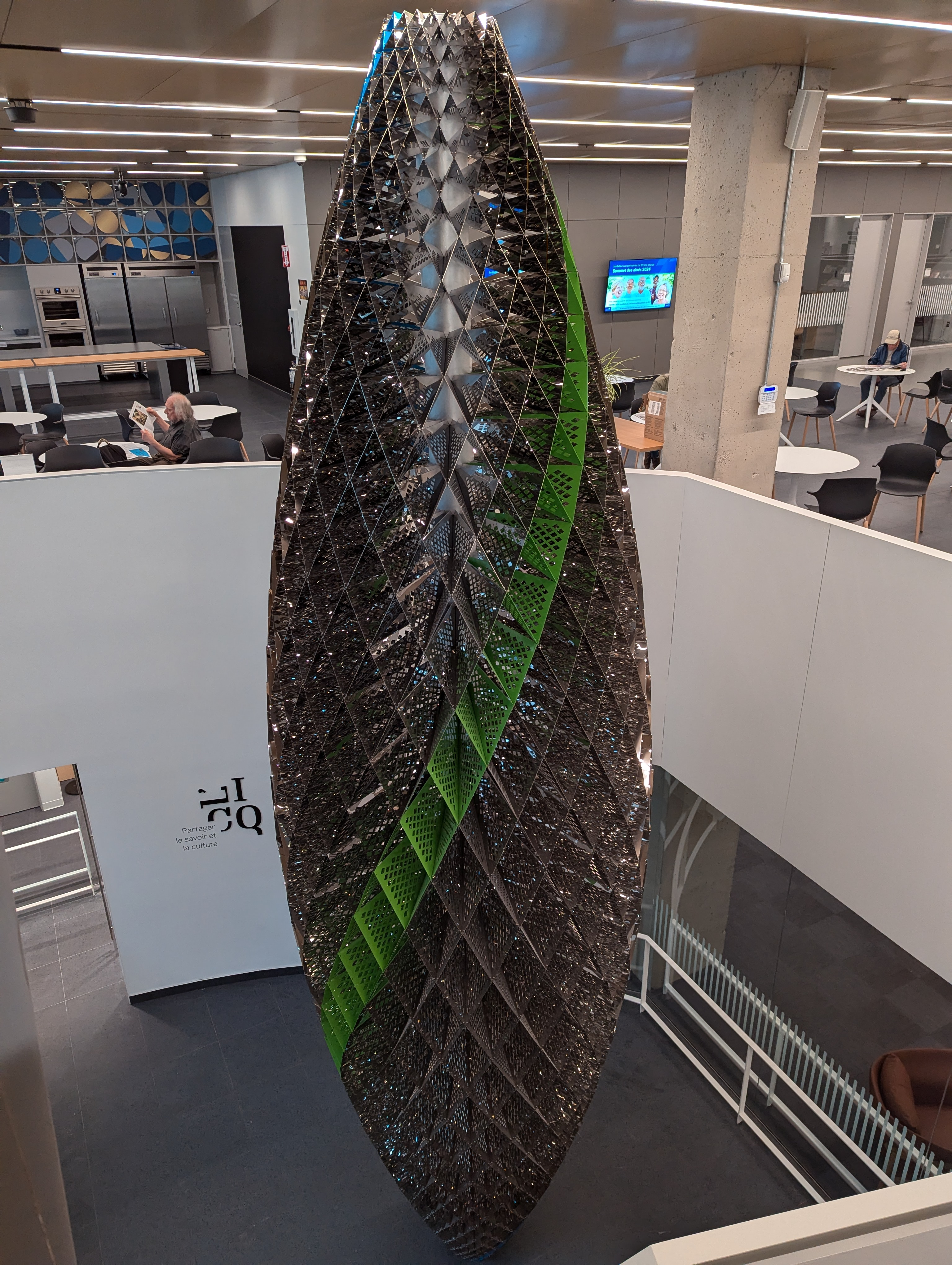
Le noyau cyt(o)-architectonique sculpture, Ludovic Boney

##### Les petits oiseaux d’argile
Une œuvre de Marcel Jean. Cette installation composée d’environ 800 oiseaux en terre a été suspendue au plafond du secteur jeunesse de la bibliothèque Gabrielle-Roy lors de la première ère. Plus de quarante ans plus tard, l’artiste revisite ces petits oiseaux d’argile en offrant une fenêtre sur cette œuvre d’art toujours aussi ludique et colorée, désormais installée au troisième étage de la bibliothèque pour la deuxième ère.

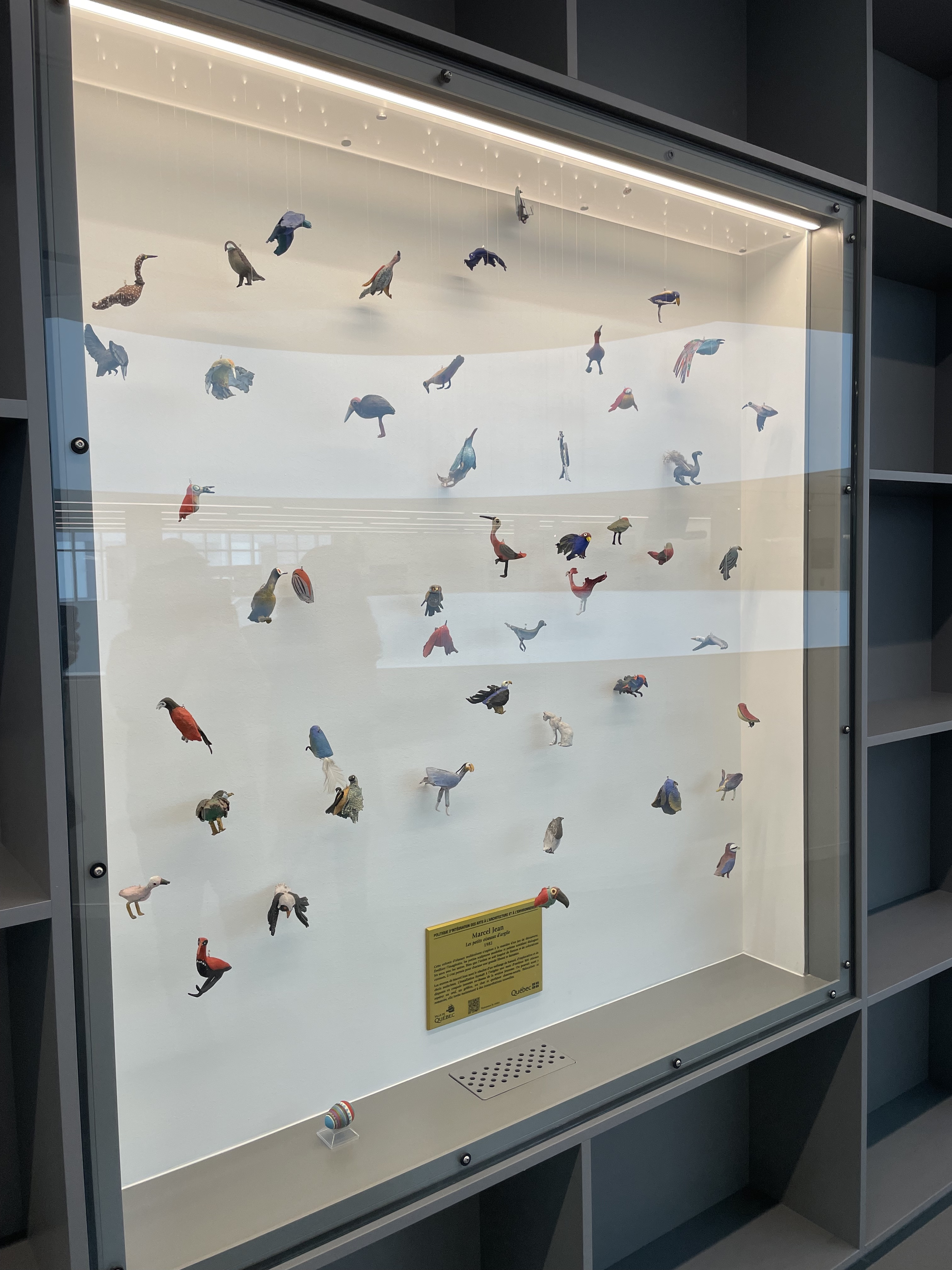
Les petits oiseaux d'argile, Marcel Jean

##### Portrait de Gabrielle Roy
Une œuvre de Jean Paul Lemieux. Ce peintre a réalisé ce portrait de Gabrielle Roy à Port-au-Persil, en 1953, sur les rochers charlevoisiens. La romancière franco-manitobaine affiche un regard pénétrant, évoquant une rêverie indéchiffrable. Cette œuvre est la propriété de l’Institut canadien de Québec et se trouve au premier étage de la bibliothèque.

##### Fleuves
Une œuvre de Gaëtan Libertiaux et de Gaël Bertrand. Située au premier étage de la bibliothèque, cette sculpture en Y présente la rencontre du Fleuve Saint-Laurent et de la Meuse. L’œuvre a été offerte en cadeau par la Ville de Namur dans le cadre du jumelage qui unit les deux villes depuis 1999.

#### Œuvres éphémères

##### Québec en quatre temps
Une œuvre de Djief. Située au premier étage de la bibliothèque, cette bande dessinée de Djief offre un voyage narratif à travers quatre époques de Québec. 

##### Les habitants du boisé
Une œuvre d'Isabelle Demers. Installée au premier étage de la bibliothèque, cette murale illustre une scène animée où les animaux et les plantes cohabitent en parfaite harmonie. 

##### Ce qui brille dans le noir
Une œuvre d'Ariane Plante. Cette œuvre sensorielle invite les visiteurs à explorer les sources du savoir à travers quatre stations sonores immersives. À l’intérieur de chaque installation, la voix d’une Humaine guide le visiteur, l’interpelle et l’invite à plonger dans son imaginaire et à partager son vécu sensible du monde. Unique en son genre, cette œuvre se déploie du premier au troisième étage de la bibliothèque. 

##### Kaléidoscope
Une œuvre de Tania Girard-Savoie. Située au deuxième étage de la bibliothèque, cette mosaïque colorée a été créée par Tania Girard Savoie à la suite d’un atelier de médiation culturelle offert à 242 élèves de l’école Sacré-Cœur de Québec, en collaboration avec Engramme.

##### Un siècle figé dans l’émulsion du temps
Une œuvre de Nadia Morin. Avec ce triptyque, situé au troisième étage de la bibliothèque, Nadia Morin fait un clin d’œil aux travailleuses et travailleurs de Québec, ramenant à la vie archivistes, ouvrières du textile et intervenants municipaux.

## Hommages toponymiques
La rue de la Cité, située en face de la Bibliothèque Gabrielle-Roy portait auparavant le nom de rue des Archives en raison de la présence des Archives de la ville de Québec dans la Bibliothèque Gabrielle-Roy. Elle porta ce nom entre 1994 et 2006.

## Galerie

### Première ère (1983-2019)

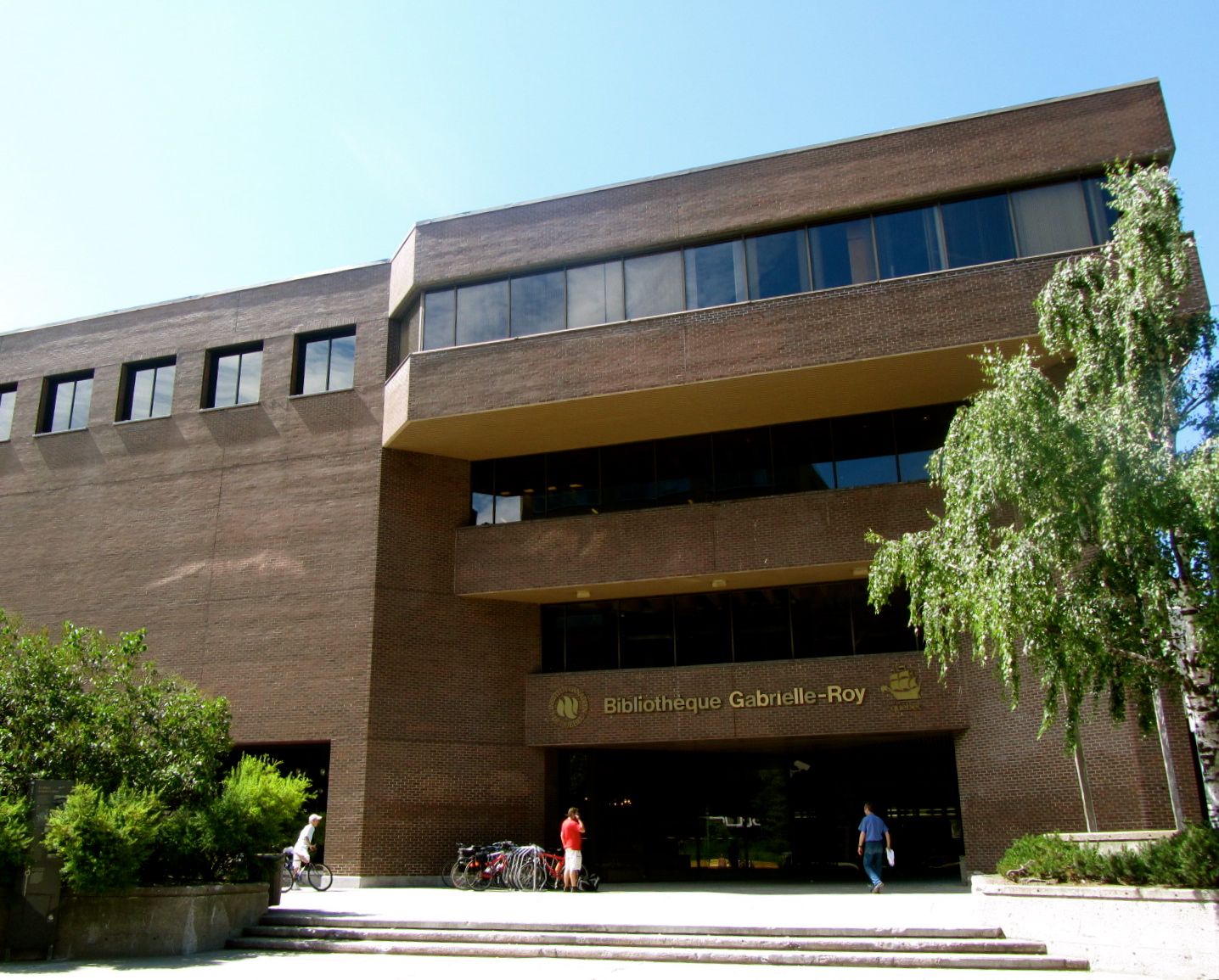
Entrée principale de la bibliothèque Gabrielle-Roy telle que vue entre 1983 et 2019.
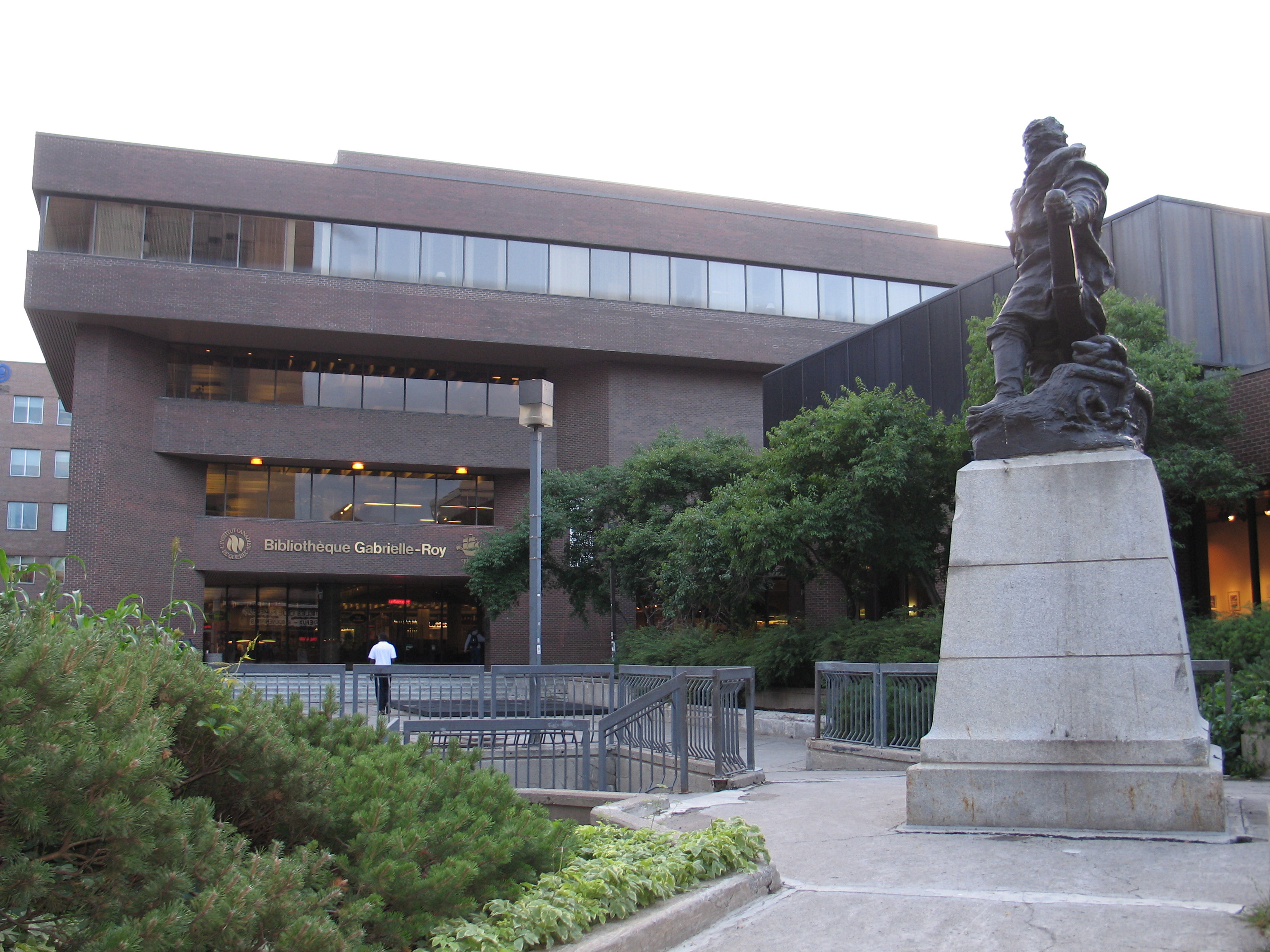
La bibliothèque Gabrielle-Roy et la place Jacques-Cartier telles que vue entre 1983 et 2019.
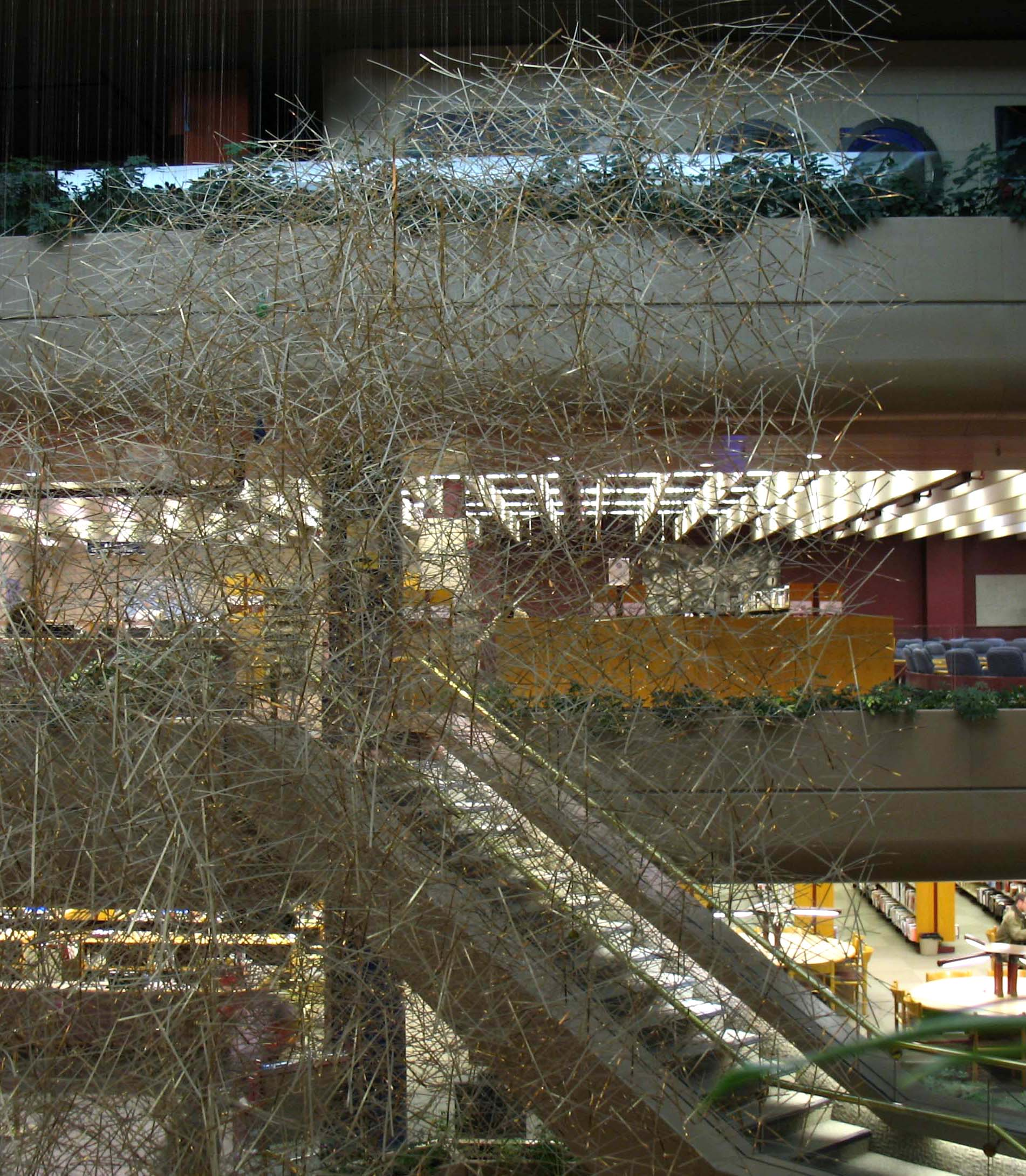
Sculpture de Micheline Beauchemin Il semble y avoir comme une pluie d'or (1983). Présente de 1983 à 2019. De retour dans l'édifice de la deuxième ère depuis 2024.